# 新沃羅涅日
新沃羅涅日（俄语：Нововоро́неж）是俄羅斯沃羅涅日州西北部的一個城市，位於頓河左岸，距沃羅涅日以南55公里。2002年人口39,691人。
1957年因興建新沃羅涅日核電廠而建立，1987年設市。